# Panthiades aeolus
Panthiades aeolus är en fjärilsart som beskrevs av Fabricius 1775. Panthiades aeolus ingår i släktet Panthiades och familjen juvelvingar. Inga underarter finns listade i Catalogue of Life.

## Bildgalleri

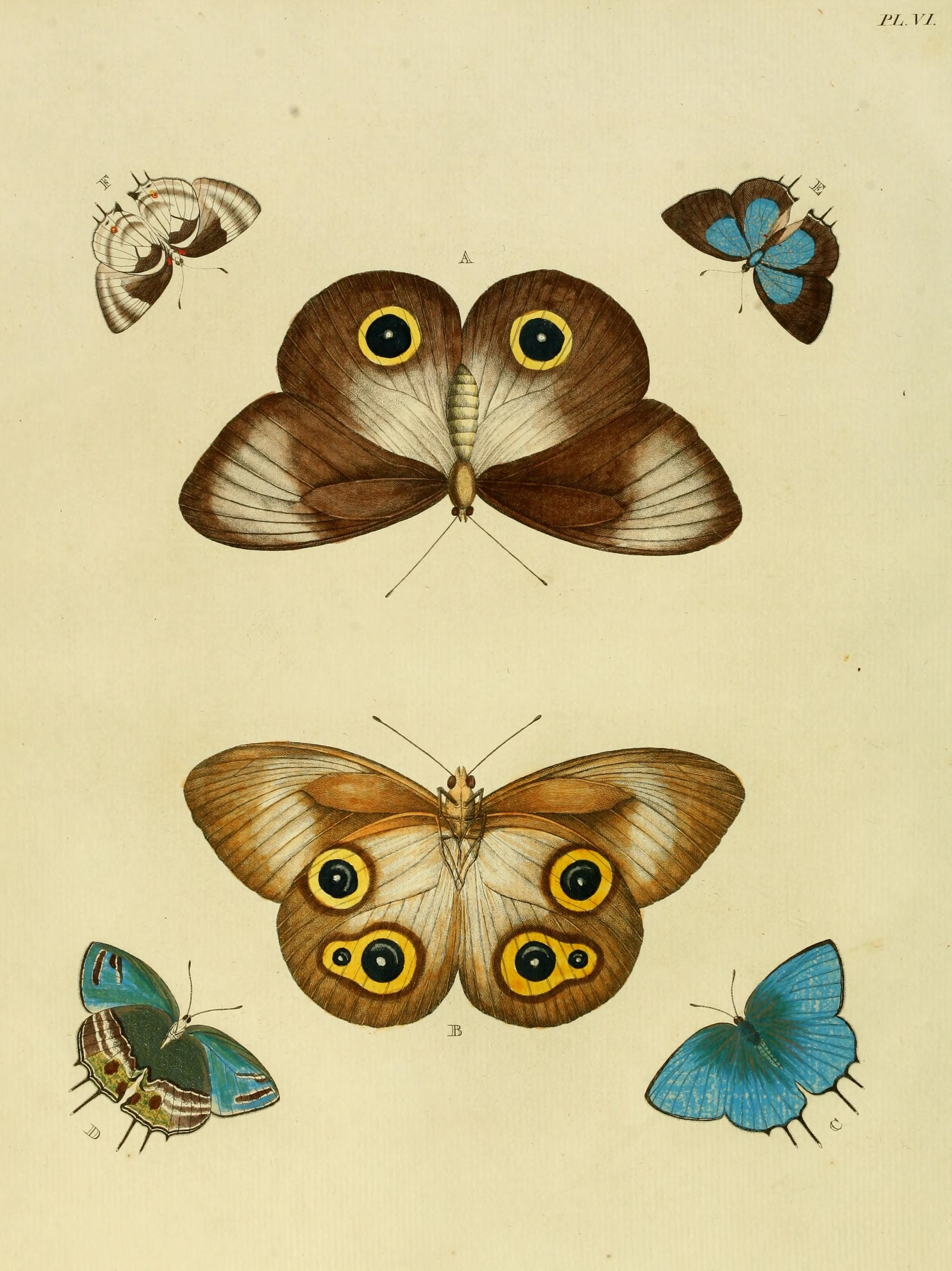
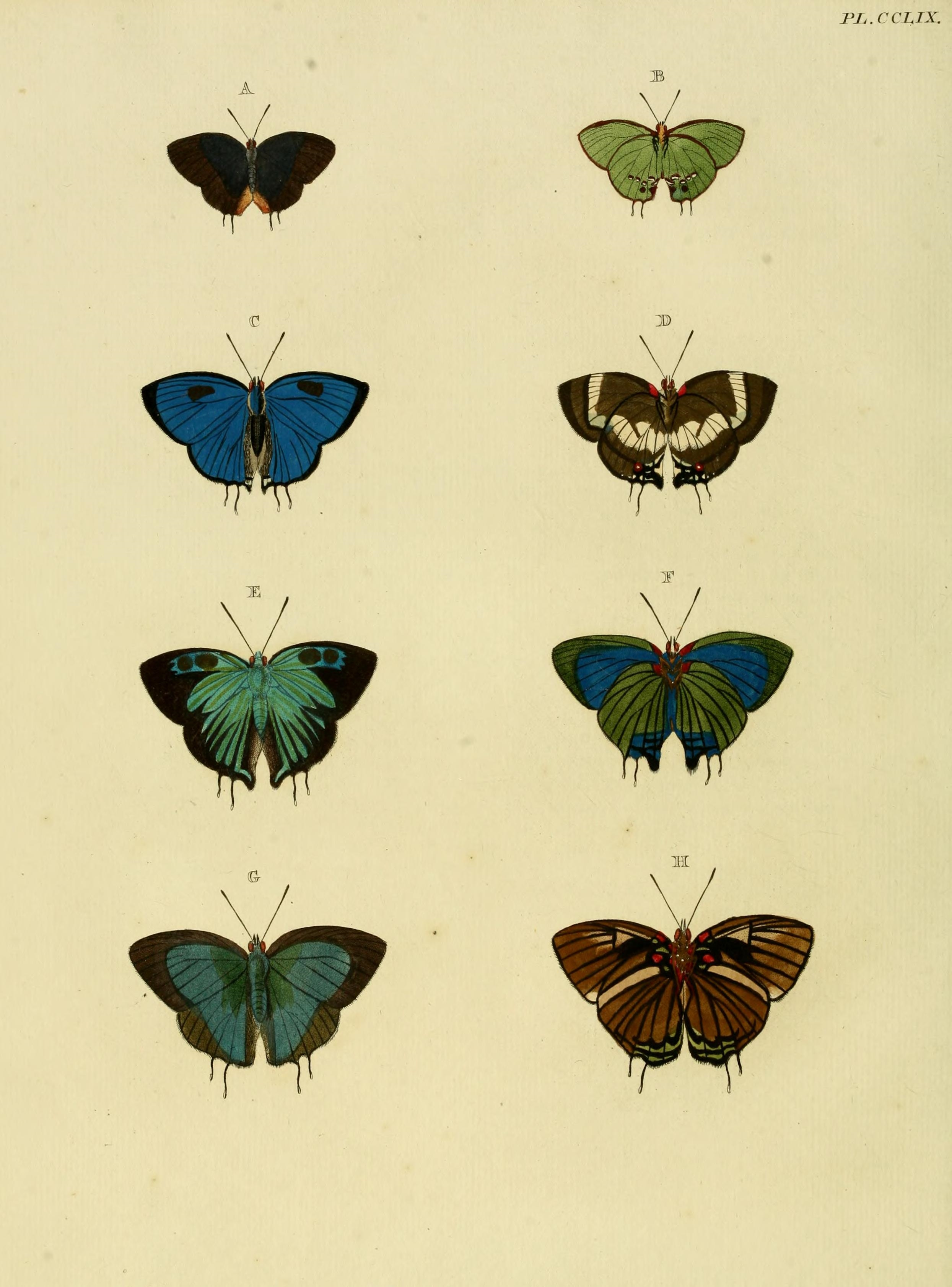